# Manifestations féministes de 2019 à Mexico
Les manifestations féministes de 2019 à Mexico (en espagnol : protestas feminista en México 2019), également connues sous le nom #NoMeCuidanMeViolan (en français : #IlsNeMeProtègentPasIlsMeViolent) sont une série de marches et de rassemblements qui ont eu lieu pendant le mois d'août 2019 pour protester contre la violence policière à Mexico. Elles ont éclaté à la suite du viol présumé d'une jeune fille mineure commis par quatre policiers à Mexico,.

## Déclenchement
Le 6 août, une jeune fille mineure a accusé quatre policiers municipaux de Mexico de l'avoir embarquée lors d'une patrouille et d'avoir abusé sexuellement d'elle, alors qu'elle était en train de rentrer chez elle, dans la municipalité d'Azcapotzalco. Le Parquet Général de Justice de Mexico (en espagnol : Procuraduría General de Justicia de Ciudad De México - PGJCDMX) a ouvert un dossier d'enquête le 8 août 2019.
Cet événement en soi avait déjà causé des réactions indignées, mais la colère a éclaté après deux déclarations officielles: celle de Jesús Orta, titulaire du Secrétariat de Sécurité Citoyenne (SSC - un organe de la police de México), qui informait que les policiers avaient été réintégrés dans leurs fonctions parce qu'il n'existait pas de vidéo que démontrait les faits et parce que leur arrestation n'avait pas été ordonnée ; et celle du PGJCDMX qui avançait que le médecin légiste qui avait examiné la jeune fille n'avait pas suivi la procédure légale et que les preuves médicales récoltées par l'expert n'étaient donc pas recevables,.
À ce cas se sont ajoutés deux autres de plus: le 9 août, une autre mineure a accusé un membre de la Police Bancaire Industrielle du Musée d'Archives de la Photographie d'avoir abusé sexuellement d'elle ; et, un autre cas d'abus sexuel présumé qui aurait été commis par des policiers municipaux contre une femme sans domicile fixe,.
Le 12 août, pendant la première manifestation, durant une interview avec les médias à l'extérieur des bâtiments du secrétariat, le Secrétaire de Sécurité de Mexico a commenté « Je suis en train de voir un climat très radicalisé, elles m'insultent » et il a refusé d'établir le dialogue avec les femmes manifestantes. Devant l'absence d'action du secrétaire, une femme lui a jeté dessus de la poudre brillante de couleur rose.

## Manifestations

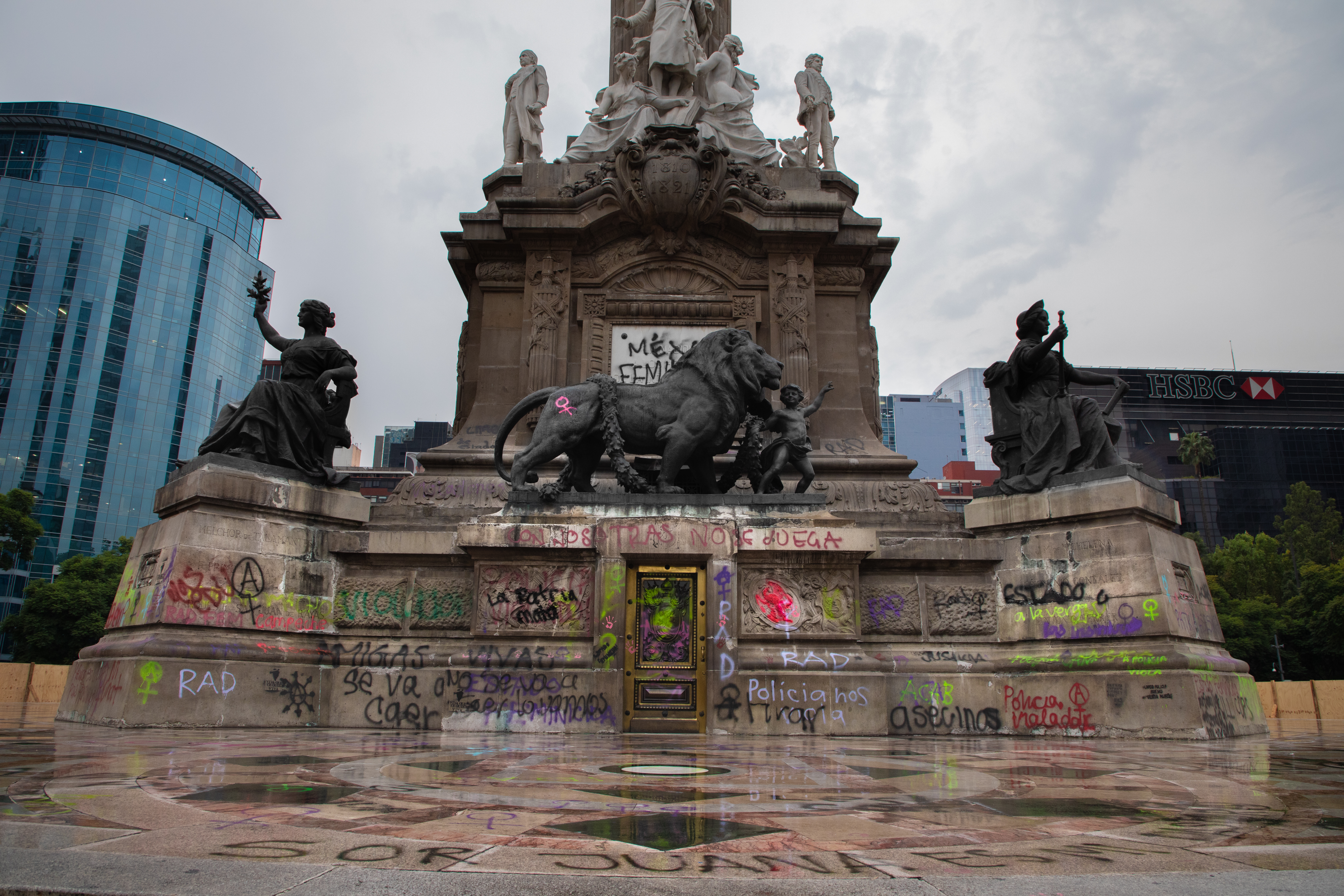
L'Angel de la Independencia vandalisé par des anarcha-féministes après la manifestation du 16 août, événement qui a suscité une vive émotion et beaucoup de critiques de la part des médias mexicains et des détracteurs du mouvement

La première manifestation a eu lieu le 12 août, elle a démarré du Secrétariat à la Sécurité des Citoyens (SSC) jusqu'au Parquet Général de Justice de la Ville de Mexico (PGJCDMX), des centaines de femmes et des collectifs y ont participé. À l'arrivée au PGJCDMX quelques participantes ont cassé la porte-fenêtre du bâtiment.
La deuxième a eu le 16 août, dans plusieurs villes du Mexique. A Mexico, un rassemblement a eu lieu sur la Glorieta de Insurgentes (un grand espace formé par le croisement de l'Avenida Chapultepec et de l'Avenida de Insurgentes, deux avenues majeures de Mexico) et il s'est par la suite transformé en blocage de l'Avenida de Insurgentes. En marge du rassemblement, quelques manifestantes ont brisé des vitres et ont peint des graffitis sur les arrêts de métro et de bus Insurgentes.

### Mobilisations dans d'autres villes
- Aguascalientes
- Saltillo
- Quéretaro
- Tuxtla Gutiérrez
- Puebla
- Mazatlán
- Culiacán
- Xalapa
- Veracruz
- León
- Toluca
- Monterrey
- Oaxaca
- Morelia[10]
- San Cristóbal de las Casas
- Chihuahua

## Couverture médiatique
Au travers de ses titres ou dans le corps de ses articles, la presse mexicaine a bâti un discours où les femmes sont présentées en tant que persécutrices, au lieu de les présenter en victimes. Depuis les premiers rapports, les principaux médias mexicains, autant de gauche que de droite, se sont concentrés sur la violence matérielle et sur les graffitis peints durant les marches, et ont minoré l'importance des cas de violences sexuelles qui ont provoqué les manifestations, et celle des revendications qui soulignaient la nécessité d'ouvrir des enquêtes sur les cas de viols commis par certains policiers,.
Le collectif Mujeres+Mujeres (en français : Femmes+Femmes) considère que, en raison de cette couverture, les médias mexicains ont rendu les femmes responsables des agressions physiques contre des journalistes, au lieu de souligner « la violence systémique contre les femmes dans ce pays », en plus de favoriser « l'idée selon laquelle la colère des femmes est irrationnelle et injustifiée, alors que tout prouve que la violence de genre est un phénomène systémique, avec des racines historiques et avec des événements quotidiens qui la reproduisent. Considérer que les dommages matériels sont plus graves que les dommages humains et sociaux est aussi une forme de violence ».
De leur côté, les médias internationaux comme la BBC, Le Figaro ou The New York Times, ont concentré leur attention sur l'exaspération des militantes, sur la lutte féministe et sur ses demandes.